# Mehmet IV
Mehmet IV, född 2 januari 1642 i Istanbul, död 6 januari 1693 i Edirne, var sultan av Osmanska riket från 1648 till 1687.
Sultan Mehmed IV besteg tronen vid 7 års ålder efter att hans far Sultan Ibrahim avsattes och dödades i en våldsam militärkupp 1648. Hans mor, valide Turhan Hatice Sultan, frågade Anadolu-kazaskeri Hanefi Efendi om en religiös utlåtande. Han svarade att "Ulema, av allmänna intressen, anser att det är giltigt att en minderårig regerar. I så fall väljer barnet en regent som sin ställföreträdare. Detta fortsätter tills barnet når myndighetsåldern. Därefter tog hans intelligenta och smarta mor över som regent. Men eftersom hon inte själv kunde styra staten, utövade hon inflytande över civila och militära byråkratier genom att utnyttja sultanens barndom.
Han var den 19:e sultanen av det osmanska riket och den 84:e kalifen av muslimerna. Han var den första sultanen som besteg tronen vid en ung ålder, den andra sultanen som satt längst på tronen och den fjärde sultanen som avsattes. Eftersom han var den första prinsen som föddes i Osman-dynastin på länge, firades hans födelse med stor glädje. Eftersom det var första gången en så ung sultan besteg tronen, var det en fråga om hur han skulle klä sig. En elif-bokstav ritades mellan hans ögonbryn för att se imponerande ut och för att skydda honom från onda ögon. Kort efter att sultanen besteg tronen, genomgick han en omskärelse tillsammans med sina bröder. Han förlorade så mycket blod att han nästan dog.
Det fanns alltid uppror i Anatolien och Istanbul. Finanserna var i en svår situation. Under tiden dödade rebeller 1651 sultanens farmor Kösem Sultan, eftersom de anklagade henne för att blanda sig i statliga angelägenheter. Sultanen räddades från döden av sin haremchef, Süleyman Ağa. 
Sultanen bestraffade de nya janitsjarofficerarna och militärledarna som hade blandat sig i politiken, när han fick chansen. Så den första akten i denna period, kallad "Ağalar Saltanatı"   (de militära ledarnas styre) var över. Efter det fortsatte palatsbyråkratin, kallad "saray ağaları"  ( palatsbyråkratin som styrde efter de militära ledarnas styre) att regera under en tid.
Den unge sultanen skrev ner namnen på de 70 personer som dödade hans far och sparade dem i en bok. Han agerade mot dem när tiden var rätt.
"Under oroligheter i Mindre Asien och brinnande krig med Republiken Venedig skulle Mehmet själv övertaga styrelsen. Han lämnade dock denna på sin moders uppmaning halvt om halvt åt den nye storvesiren, Mehmet Köprülü. Under hela sin återstående regeringstid tog han ingen annan befattning med rikets styrelse, än att han några gånger ombytte storvesirer. Mehmet Köprülü avled 1661 och efterträddes samma år i ämbetet av sin son Ahmed, rikets störste storvesir; denne efterträddes 1676 av sin svåger Kara Mustafa, som 1683 avrättades efter den misslyckade slaget om Wien 1683. 
Osmanska rikets därpå följande enorma förluster (Ungern, Slavonien, Siebenburgen, delar av Grekland) i striden mot Österrike och Venedig gav slutligen anledning till ett uppror i Konstantinopel. Mehmet blev genom Ahmed Köprülüs broder, Sade-Mustafa, avsatt i november 1687. Han efterträddes av sin bror, Süleyman II, och sattes av denne i fängelse i Topkapıpalatset  där han dog 1693.